# Quitte ou double (film, 1953)
Pour les articles homonymes, voir Quitte ou double.
Pour plus de détails, voir Fiche technique et Distribution.
Quitte ou double est un film français réalisé par Robert Vernay, sorti en 1953.

## Synopsis
A Bourganeuf, dans la Creuse, Charlotte Bourdier, une vieille bibliothécaire célibataire, a noué par correspondance une intrigue sentimentale avec Zappy Max, l'animateur du Radio Circus/Gruss-Jeannet. Mais elle l'a fait en envoyant à ce dernier la photo de Marie Chassagne, une jeune femme charmante. Zappy Max devant arriver bientôt dans la ville, elle va avouer la supercherie à Marie Chassagne en lui demandant de recevoir Zappy Max à sa place.
La rencontre a lieu et Zappy Max tombe amoureux de la jeune femme. Afin de venir en aide au père de Marie, Charlotte participe au jeu du Quitte ou double afin de gagner l'argent dont il a besoin. Et naturellement tout finit bien.

## Fiche technique
- Titre : Quitte ou double
- Réalisation : Robert Vernay
- Scénario : René Wheeler
- Photographie : Victor Arménise
- Décors : Claude Bouxin
- Son : Émile Lagarde
- Musique : Norbert Glanzberg
- Montage : Hélène Basté
- Production : Michel Lézé
- Société de production : Olympic Films
- Pays d'origine :  France
- Format : Noir et blanc - 1,37:1 - 35 mm - Son mono
- Genre : comédie
- Durée : 83 minutes
- Date de sortie : France, 6 février 1953

## Distribution
- Zappy Max : Zappy Max
- Suzanne Dehelly : Charlotte Bourdier
- Danielle Godet : Marie Chassagne
- Roland Armontel : Chassagne, le père de Marie
- René Blancard : Me Albert Chassagne
- Jean Tissier : Joly
- Line Renaud : la chanteuse
- Max Dalban : le patron de l'auberge
- Georgette Anys : une spectatrice
- Jacques Marin : Lucien
- Georges Poujouly : le petit garçon au 3ème coffret
- Paul Azaïs : Tonio
- Thomy Bourdelle : le chef monteur
- Solange Sicard : la paysanne
- Gaby Basset
- Luc Andrieux
- France Asselin
- Jacques Beauvais
- Georges Bever : le 2ème candidat au coffret
- Alain Bouvette
- Jean Clarieux
- Henri Coutet
- Fernand Gilbert
- Jean-Louis Le Goff
- Marcel Loche
- André Philip
- Édouard Rousseau
- Jean-Marie Serreau
- Tristan Sévère
- Made Siamé
- Henri Martinet et son orchestre

## Autour du film
- Dans le film, Zappy se rend de Bourganeuf à Bordeaux en voiture lors de la première partie du Radio Circus pour revenir juste à temps pour animer la seconde partie. Or, de nos jours, il faudrait pas moins de 7h pour faire l'aller-retour en voiture.